# Paulo Thiago
Paulo Thiago Ferreira Paes de Oliveira (ORB) (Aimorés, 8 d'octubre de 1945 — Rio de Janeiro, 5 de juny de 2021) va ser un cineasta brasiler.

## Biografia
Establert des dels cinc anys a Rio de Janeiro, d'adolescent va prendre classes de guitarra amb Roberto Menescal i es va apropar al grup de bossa nova, fins i tot ocupant el tercer lloc al Festival da Canção de TV Record el 1965, amb la cançó "Quetiixa", que va compondre en associació amb Zé Keti i Sidney Miller.
Llicenciat en economia i sociologia política per la Pontifícia Universitat Catòlica de Rio de Janeiro (PUC), va treballar a l'Institut Econòmic d'Investigació Aplicada i a l'Institut de Recerca Cândido Mendes. Però, com a habitual de les sessions de la Cinemateca del Museu de Arte Moderna do Rio de Janeiro (MAM) i del Cine Paissandu, va començar a fer curtmetratges mentre encara era a la universitat, i finalment va optar per una carrera cinematogràfica.
El seu primer documental en 35 mm, A Criação Literária de Guimarães Rosa, va ser premiat al Festival de Santarém, a Portugal. A la seva terra natal, Aimorés, va rodar el seu primer llargmetratge, Os Senhores da Terra, una al·legoria sobre el coronelisme que va guanyar el Premi de la Crítica al Festival Internacional de Cinema de Karlovy Vary.
El 1981, va fundar Encontro Produções Cinematográficas, també començant a produir pel·lícules d'altres directors, com ara Haroldo Marinho Barbosa (Engraçadinha), Oswaldo Caldeira (Muda, Brasil) i David Neves (Fulaninha).
Va ser un dels fundadors de l'Associação Brasileira de Cineastas i va presidir, de 1985 a 1987, l’Associação Brasileira de Produtores Cinematográficos.
L'any 2006, el llavors president Luiz Inácio Lula da Silva li va atorgar l'Orde de Rio Branco en el grau d'oficial suplementari per mèrits cinematogràfics.
Va morir l'alba del 5 de juny de 2021, a Rio de Janeiro, als 75 anys, víctima d'una aturada cardíaca com a conseqüència d'una malaltia hematològica.

## Filmografia
- 2005: Coisa Mais Linda: Histórias e Casos da Bossa Nova[1]
- 2003: O Vestido[1]
- 2002: Poeta de Sete Faces[1]
- 1998: Policarpo Quaresma, Herói do Brasil[1]
- 1993: Vagas para Moças de Fino Trato[1]
- 1989: Jorge, um Brasileiro[5][1]
- 1984: Águia na Cabeça[6]
- 1978: Batalha dos Guararapes
- 1976: Soledade[5]
- 1975: Museu do Ouro de Sabará (curtmetratge)
- 1974: Sagarana, o Duelo[5][1]
- 1970: Os Senhores da Terra[5][1]
- 1968: A Criação Literária de Guimarães Rosa (curtmetratge)
- 1967: Memória e Ódio (curtmetratge)
- 1965: O Homem na Praça (curtmetratge)
- 1964: Baixada Fluminense (curtmetratge)